# Takashimaya

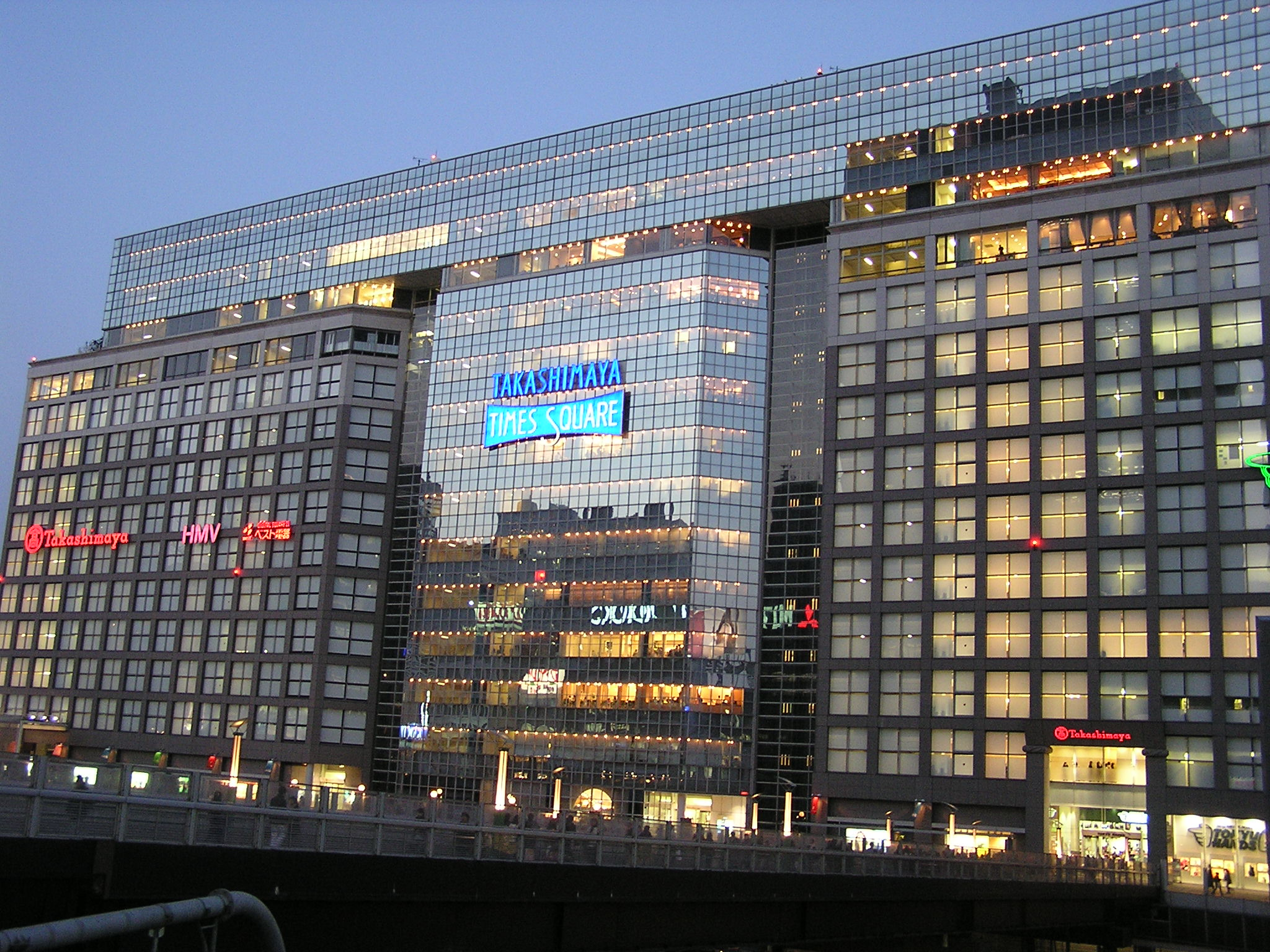
Takashimaya Times Square à Shinjuku.

Takashimaya est une grande chaîne japonaise de grand magasin. Fondée en 1829 à Kyōto par Iida Shinshichi en tant que détaillant de l'habillement utilisés et du coton, la société dispose maintenant de points de vente dans l'ensemble de l'archipel et également à New York, Taipei et Singapour.

Le magasin à Paris, désormais fermé, était situé le long du boulevard Haussmann, dans le 9e arrondissement. Le magasin à Singapour est situé sur Orchard Road, l'artère commerciale principale. Takashimaya propose une grande sélection de produits, depuis les robes de mariage et tout autre habillement à l'électronique et à la vaisselle plate[Quoi ?].
Au Japon, les magasins Takashimaya se trouvent à Nihonbashi, Shinjuku, Yokohama, Ōsaka, Nagoya, Kyōto, Tamagawa (ja), Tachikawa, Konandai, Omiya, Kashiwa, Takasaki, Sakai, Senboku, Rakusai, Wakayama, Gifu, Okayama, Yonago et Matsuyama.
La société a été membre de l'Association Internationale des Grands Magasins de 1962 à 1997.